# Eusandalum alpinum
Eusandalum alpinum är en stekelart som beskrevs av Girault 1917. Eusandalum alpinum ingår i släktet Eusandalum och familjen hoppglanssteklar. Inga underarter finns listade i Catalogue of Life.